# حافظه آشکار
حافظه آشکار یا حافظه صریح (explicit memory) یکی از دو نوع اصلی از حافظه درازمدت در انسان است. حافظه آشکار به به‌یادآوری آگاه و عمدی اطلاعات و تجربیات قبلی و مفاهیم اشاره دارد. حافظه آشکار حافظه‌ای است برای اطلاعاتی از قبیل رویدادها و خاطره‌های آگاهانه که در قالب کلمات قابل بیان هستند. به حافظه آشکار، حافظه صریح و حافظهٔ اخباری (declarative memory) هم گفته‌اند.
نوع دیگر اصلی حافظه انسان، حافظه ناآشکار (implicit memory) نام‌گذاری شده‌است. حافظه ناآشکار خاطره‌هایی هستند که به صورت رفتاری بدون این که نیازی به هشیاری و آگاهی باشد، ابراز می‌شوند. به حافظه ناآشکار، حافظه ضمنی یا حافظه روندی (procedural) هم گفته‌اند.
حافظه آشکار را می‌توان به دو مقوله دسته‌بندی کرد: حافظه رویدادی (episodic) که خاطرات و تجربیات شخصی را از یک زمان و مکان خاص ذخیره و نگهداری می‌کند، حافظه رویدادی متفاوت از حافظه خود زندگی‌نامه ای می‌باشد در واقع می‌توان گفت که حافظه خود زندگی‌نامه ای قسمتی از حافظه رویدادی است، بخش دیگر حافظه رویدادی مرتبط با ثبت و ضبط محرک‌های سلسله وار می‌باشد، برای مثال وقتی به شما می‌گویند چندین عدد را پشت سر هم تکرار کنید، حافظه فعال بهمراه حافظه کوتاه مدت بهمراه حافظه رویدادی شما فعال می‌شود. و حافظه معنایی (semantic) که اطلاعات واقعی را ذخیره می‌نماید. حافظه معنایی مرتبط با ثبت و نگهداری اطلاعات مرتبط با دانش اشیاء، کلمات، زبان و مفاهیم می‌باشد.

## انواع
حافظه آشکار نوعی حافظه بلند مدت؛  و شامل ۲ نوع است: ۱- حافظه رویدادی ۲- حافظه معنایی

### حافظه رویدادی
حافظه رویدادی، یک نوع حافظه بلند مدت است که شامل به خاطر سپردن و به خاطر آوردن آن گروه از تجارب حسی است که به رویدادهای خاص زندگی مربوط است. این تجارب حسی می‌توانند شامل اطلاعاتی مربوط به زمان، مکان، اشخاص، اشیاء، چیدمان صحنه، ترتیب وقایع، عواطف و دیگر جزئیات مرتبط به تجربه حسی یک شخص، از یک رویداد باشند. برای مثال خاطرات شخص، از اولین روز دبستان یا اولین روز آغاز به کار که به صورت یک پرده نمایش معنی دار، به صورت آگاهانه در ذهن مرور می‌شود. وقتی شخصی از خاموش کردن اجاق، قبل از ترک خانه، مطمئن نیست، سعی می‌کند، حافظه رویدادی خود را فعال کند و با به یاد آوردن صحنه گذشتن از کنار اجاق و ترک خانه، خاموش کردن یا نکردن اجاق را به خاطر آورده، و بر اساس آنچه به یاد می‌آورد، تصمیم‌گیری کند.
حافظه رویدادی در تشکیل شخصیت، نقش مهمی دارد؛ زیرا شخص از جمله با به یاد آوردن و مرور صحنه مربوط به موفقیت یا شکست‌های خود، در وضعیت‌های مختلف، از خود ارزیابی کرده و تا حدودی بر اساس همین ارزیابی تصمیم‌گیری می‌کند. ضمن آنکه حافظه رویدادی، می‌تواند در حافظه معنایی تداخل کند. برای مثال شخص ممکن است برای به خاطر آوردن معنای یک لغت یا یک قاعده ریاضی، صحنه ای از کلاس درس را به یاد آورد.

### حافظه معنایی
نوع دیگر از ۲ نوع حافظه آشکار دراز مدت، حافظه معنایی است. در حالی که حافظه رویدادی به جزئیات یک تجربه مشخص می‌پردازد، حافظه معنایی به چکیده‌ای از مهمترین نکات تمام تجارب مربوط می‌پردازد. این تجارب می‌توانند شخصی یا حاصل چکیده‌ای از تجارب دیگران باشند. برای مثال مفهوم درخت، به یک درخت مشخص وابسته نیست، بلکه تعریفی را ارائه می‌دهد که شامل همه درختها می‌شود، به گونه ای که اگر شما درختی را برای اولین بار مشاهده کنید، آنرا از یک بوته، تمیز می‌دهید. یا زمانی که مفهوم کلمه تمیز را درک می‌کنید، ضرورتاً با ریشه یا سیر تحولی و تکوین این کلمه آشنایی ندارید. به بیان دیگر حافظه معنایی، شامل مفاهیمی است که از رویدادهای بسیاری انتزاع شده‌اند. مانند گرد بودن گردو و سبز بودن سبزی یا اینکه مجموع زوایای داخلی یک مثلث ۱۸۰ درجه است. با این حال باید به خاطر داشت که مرزی قاطع و همیشگی بین حافظه معنایی و رویدادی وجود ندارد. بلکه حافظه معنایی در تلاش برای ایجاد فهرست منظمی از چکیده مفاهیم مهم و مفید از همه تجارب قابل انتقال بشری، مانند اخلاق، ادبیات، ریاضیات و دیگر علوم و دانستنی‌ها است.